# Европейская гражданская инициатива
Европейская гражданская инициатива — это одно из нововведений Лиссабонского договора, направленное на усиление прямой демократии в Европейском союзе. Инициатива позволяет одному миллиону граждан ЕС, являющихся гражданами как минимум четверти стран союза, обращаться непосредственно в Европейскую комиссию, чтобы сделать предложение по вопросам, находящимся в союзном ведении. Регистрация инициатив была разрешена с 1 апреля 2012 года, первая под названием «Братство 2020» (фр. Fraternité 2020) была зарегистрирована в День Европы 9 мая.

## Законодательство
Возможность гражданской инициативы законодательно закрепляется в статье 11, пункте 4 Договора о Европейском союзе и в первом абзаце статьи 24 Договора о функционировании Европейского союза. Обе статьи были введены в качестве поправок Лиссабонским договором. В статье 11 Договора о ЕС постулируется возможность инициативы без прописанных процедур и условий, которые, как указано, устанавливаются в соответствии с первым абзацем статьи 24 Договора о функционировании Европейского Союза. В статье 24 написано, что процедуры гражданской инициативы должны быть установлены в порядке обычного законодательного процесса
16 февраля Европейский парламент и Совет Европейского союза приняли Регламент № 211/2011, который определил правила и условия Европейской гражданской инициативы.

## Процедура
Первый шаг — создание специального гражданского комитета, состоящего из 7 человек из 7 различных стран ЕС. Входящие в комитет должны иметь право голоса на выборах в Европейский парламент, евродепутатам запрещено участвовать в комитете.
Второй шаг — регистрация предложения на специальном сайте. Языком предложения может быть любой из 23 официальных языков союза. Еврокомиссия проверяет предложение на соответствие основным правилам и европейским ценностям и нахождение в компетенции союзных властей. После этого инициатива опубликовывается на сайте.
Третий шаг — сбор подписей. Подписи можно собирать как в письменном виде, так и в интернете. Обязательно нужно собрать 1 млн подписей не менее чем в 7 странах ЕС (на 2018 год, официально — не менее одной четверти стран), причём для каждой страны установлен минимальный порог, соотносящийся с количеством избираемых страной европарламентариев (Например, с 2014 года порог для Болгарии — 12 750, для Германии — 72 000, для Дании, Словакии и Финляндии — 9 750). Срок сбора подписей — 1 год.
Четвёртый шаг — проверка подписей национальными правительствами стран. На эту стадию отводится до трёх месяцев.
Пятый шаг — направление подписей в Еврокомиссию. Обязательно нужно указать данные о поддержке и финансировании продвижения инициативы. Эта информация будет опубликована.
Шестой шаг — представление гражданским комитетом инициативы в Еврокомиссии и на слушаниях в Европарламенте.
Седьмой шаг — в течение трёх месяцев Еврокомиссия принимает решение о своих дальнейших действиях или бездействии в связи с инициативой. Любое решение должно быть опубликовано и объяснено на всех официальных языках.

## Инициатива в действии
Европейская комиссия зарегистрировала первую инициативу 9 мая 2012 года, в День Европы. Ей стала инициатива «Братство 2020» (фр. Fraternité 2020), которой был присвоен номер ECI(2012)000001.
На июнь 2025 года 8 инициатив имеют право собирать подписи в свою поддержку:
- «Остановите жестокость, остановите бойни»;
- «Хватит убивать игры»;
- «Прекратить фальшивую еду, страна происхождения на упаковке»;
- «PsychedeliCare»;
- «ДомЕвропа! Власть для реноваций»;
- «Воздушные квоты»;
- «Европейская гражданская инициатива в защиту агрикультур и сельской экономики в Европе»;
- «Европейская инициатива за водосберегающую и устойчивую Европу».

Кроме этих инициатив, ряд других был зарегистрирован, но не собрал достаточно подписей, был отозван или получил отказ в регистрации.

### Успешные инициативы
21 марта 2013 года «Вода — право человека!» стала первой инициативой, набравшей более миллиона подписей, и достигла необходимой квоты в 7 странах 7 мая. 7 сентября сбор подписей был остановлен, общее их количество составило более 1,8 миллиона. Инициатива была направлена в Комиссию в декабре, а слушания в Европарламенте назначены на 17 февраля 2014.
Также необходимое число подписей, на июль 2021 года, набрали инициативы «Остановить вивисекцию», «Один из нас», «Запретить глифосат и защитить людей и среду от токсичных пестицидов», «Minority SafePack», «End the Cage Age»  и Гражданская инициатива за национальные регионы.
«End the Cage Age» в 2021 году стала первой из инициатив, по которой Еврокомиссия обязалась внести законодательные предложения.